# Потічок (Полтавський район)
Поті́чок — село в Україні, у Решетилівській міській громаді Полтавського району Полтавської області. Населення становить 329 осіб. До 2016 орган місцевого самоврядування — Потічанська сільська рада.

## Населення

### Мова
Розподіл населення за рідною мовою за даними :
| Мова       | Кількість | Відсоток |
| ---------- | --------- | -------- |
| українська | 323       | 98.18 %  |
| російська  | 3         | 0.92 %   |
| угорська   | 1         | 0.30 %   |
| вірменська | 1         | 0.30 %   |
| румунська  | 1         | 0.30 %   |
| Усього     | 329       | 100 %    |

## Географія
Село Потічок знаходиться за 3 км від лівого берега річки Говтва, за 0,5 км від села Миколаївка, за 1,5 км від сіл Нагірне та Бузинівщина. Селом протікає пересихаючий струмок.

## Історія
12 червня 2020 року, відповідно до розпорядження Кабінету Міністрів України № 721-р «Про визначення адміністративних центрів та затвердження територій територіальних громад Полтавської області», село увійшло до складу Решетилівської міської громади.
19 липня 2020 року, в результаті адміністративно — територіальної реформи та ліквідації Решетилівського району, село увійшло до складу новоутвореного Полтавського району Полтавської області.

## Відомі люди

### Народились
- Анатолій Подробаха — український футболіст.